# Republic de Sacramento
Maillots
Actualités
Dernière mise à jour : 26 décembre 2024.
Le Republic de Sacramento (en anglais : Sacramento Republic) est une équipe de soccer des États-Unis fondée en 2012, basée à Sacramento en Californie et qui évolue en USL Championship, la deuxième division nord-américaine. La franchise du centre de la Californie évolue au Heart Health Park.

## Histoire

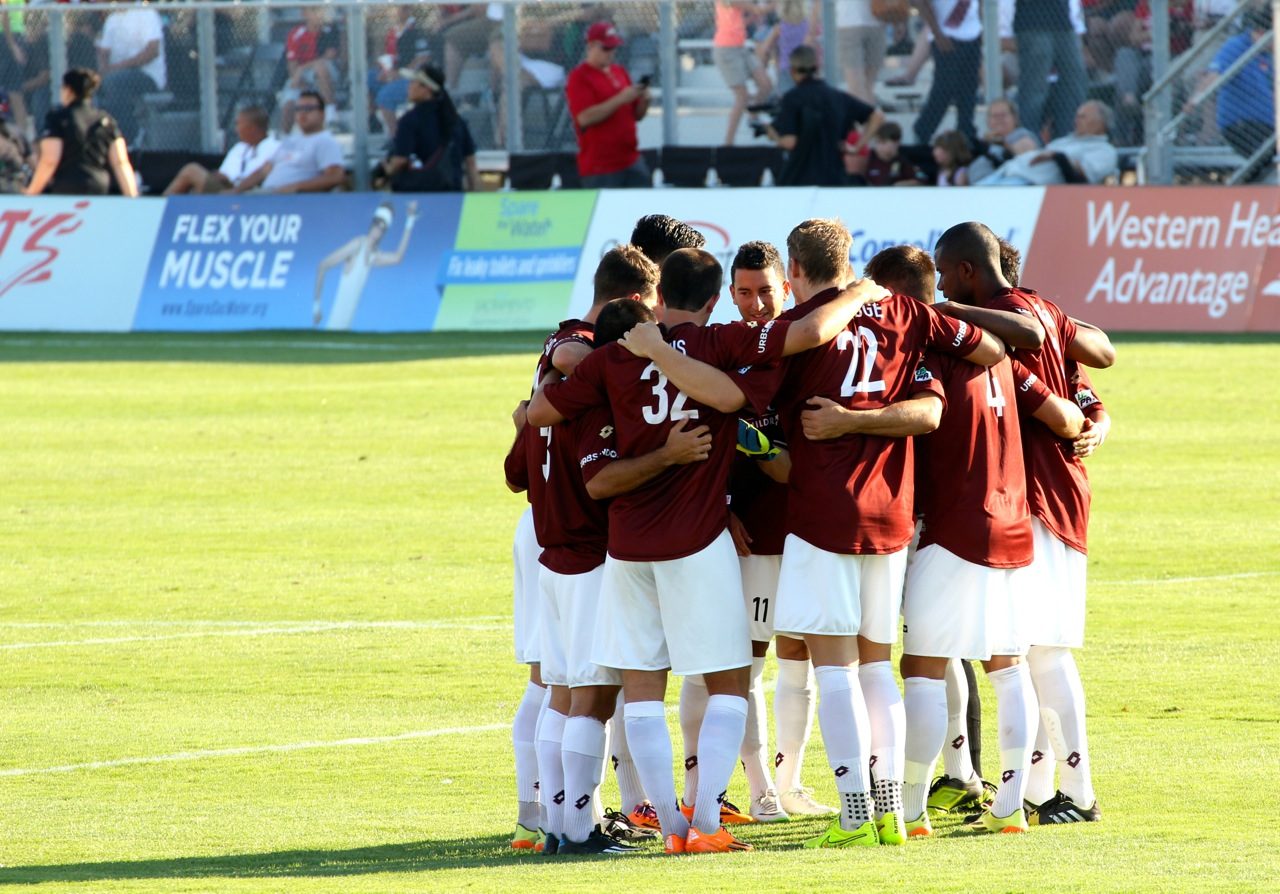
Regroupement lors d'un match amical contre le club mexicain du CF Atlas.

Le 3 décembre 2012, l'USL Pro annonce la création d'une franchise à Sacramento pour rejoindre la ligue lors de la saison 2014.
Le Republic joue ses quatre premiers matchs de la saison devant une foule record pour l'USL Pro de 20 231 spectateurs dans le Hughes Stadium à guichets fermés avant de rejoindre son modeste stade de Bonney Field (Papa Murphy's Park depuis 2017) d'une capacité de 11 442 spectateurs.
En août 2023, Da’vian Kimbrough, attaquant de l'académie de treize ans, cinq mois et treize jours, signe son premier contrat professionnel avec le Republic de Sacramento et devient le plus jeune athlète en sports collectifs de l'histoire à devenir professionnel aux États-Unis,,.

## Palmarès et résultats

### Palmarès
| Compétitions nationales |
| - Coupe des États-Unis - Finaliste : 2022. - Coupe USL (1) : - Vainqueur : 2014. - Conférence Ouest de la USL (1) : - Vainqueur : 2016. |

### Bilan par saison
| Saison | Niv. | Saison régulière | Saison régulière | Saison régulière | Saison régulière | Saison régulière | Saison régulière | Saison régulière | Position   | Position | Séries                        | US Open Cup         | Affl. moy. saison régulière | Affl. moy. séries éliminat. |
| Saison | Niv. | M                | V                | N                | D                | BP               | BC               | Pts              | Conf.      | Ligue    | Séries                        | US Open Cup         | Affl. moy. saison régulière | Affl. moy. séries éliminat. |
| ------ | ---- | ---------------- | ---------------- | ---------------- | ---------------- | ---------------- | ---------------- | ---------------- | ---------- | -------- | ----------------------------- | ------------------- | --------------------------- | --------------------------- |
| 2014   | 3    | 28               | 17               | 7                | 4                | 49               | 28               | 55               | [ Note 1 ] | 2e/14    | Champion                      | Quatrième tour      | 11 293                      | 8 000                       |
| 2015   | 3    | 28               | 13               | 8                | 7                | 43               | 31               | 46               | 4e/12      | 7e/24    | Premier tour                  | Quatrième tour      | 11 329                      | 11 442                      |
| 2016   | 3    | 30               | 14               | 10               | 6                | 43               | 27               | 52               | 1er/15     | 4e/29    | Premier tour                  | Troisième tour      | 11 514                      | 10 926                      |
| 2017   | 2    | 32               | 18               | 8                | 6                | 58               | 31               | 62               | 8e/15      | 13e/30   | Demi-finale de conférence     | Huitièmes de finale | 11 569                      | N/A                         |
| 2018   | 2    | 34               | 19               | 8                | 7                | 47               | 32               | 65               | 2e/17      | 4e/33    | Premier tour                  | Huitièmes de finale | 11 311                      | 11 569                      |
| 2019   | 2    | 34               | 14               | 6                | 14               | 50               | 43               | 48               | 7e/18      | 15e/36   | Demi-finale de conférence     | Quatrième tour      | 10 436                      | 9 907                       |
| 2020   | 2    | 16               | 8                | 6                | 2                | 27               | 17               | 30               | 5e/18      | 10e/35   | Quart de finale de conférence | Annulée             | N/A                         | N/A                         |
| 2021   | 2    | 32               | 8                | 12               | 12               | 36               | 42               | 36               | 13e/15     | 24e/31   | Non qualifié                  | Non tenue           | N/A                         | N/Q                         |
| 2022   | 2    | 27               | 12               | 7                | 8                | 35               | 29               | 43               | En cours   | En cours | À venir                       | Finale              |                             |                             |

## Personnalités du club

### Entraîneurs
Le tableau suivant présente la liste des entraîneurs du club depuis 2013.
| Rang | Entraîneur    | Nationalité      | Début            | Fin              | Matchs | Victoires | Nuls | Défaites | % victoires | Palmarès          |
| ---- | ------------- | ---------------- | ---------------- | ---------------- | ------ | --------- | ---- | -------- | ----------- | ----------------- |
| 1    | Preki         | États-Unis       | 15 juillet 2013  | 11 juillet 2015  | 55     | 33        | 8    | 14       | 60%         | 1x USL Pro (2014) |
| 2    | Paul Buckle   | Angleterre       | 12 juillet 2015  | 1er février 2018 | 82     | 35        | 23   | 24       | 42.68%      |                   |
| 3    | Simon Elliott | Nouvelle-Zélande | 1er février 2018 | 5 novembre 2019  | 79     | 40        | 14   | 25       | 50.63%      |                   |
| 4    | Mark Briggs   | Angleterre       | 16 décembre 2019 | 4 novembre 2024  | 121    | 53        | 33   | 35       | 43.80%      |                   |
| 5    | Neill Collins | Écosse           | 21 décembre 2024 | en poste         | 2      | 2         | 0    | 0        | 100%        |                   |

## Identité visuelle
Le cimier du club est un écu classique que rend honneur et utilise des éléments du drapeau de la Californie, notamment un image d'un grizzly de Californie et une étoile nautique rouge. Sous l'ours est la devise de la ville de Sacramento : Urbs Indomita (« La ville indomptable »). Les couleurs du club sont rouge, érable, et coquille d'œuf.

## Soutien et image

### Groupes de supporters
Le principal groupe de supporter du Republic de Sacramento est le Tower Bridge Battalion.

### Rivalités
Le Republic de Sacramento partage des rivalités avec la réserve du Galaxy de Los Angeles, et le Reno 1868 FC.